# اچ (مجارستان)
اچ (به مجاری: Ács) یک منطقهٔ مسکونی در مجارستان است که در ناحیه کوماروم واقع شده‌است. اچ ۱۰۳٫۸۳ کیلومتر مربع مساحت و ۷٬۲۶۰ نفر جمعیت دارد.